# Аркур (замък)
Замъкът Аркур (на фр. Château d'Harcourt) се намира в община Аркур (департамент Йор) във Франция. Добре запазен, първоначално той е бил собственост на една от най-старите и могъщи благороднически фамилии във Франция – родът д`Аркур.
В историческите текстове замъкът се споменава за пръв път през втората половина на 12 в. По всяка вероятност е строен от Робер II д`Аркур, един от съратниците на Ричард Лъвското сърце в Третия кръстоносен поход.
От средата на 16 в. става притежание на влиятелната фамилия дьо Гиз.
През 17 в. замъкът загубва всякаква военна и стратегическа стойност и е изоставен докато през 1802 г. не го купува един изследовател на руини – Луи Жерве Деламар. Преди смъртта си Деламар го завещава на Кралската селскостопанска академия (Académie royale d'Agriculture).
Днес замъкът е собственост на Генералния съвет на Йор.